# والریو کاردامون
والریو کاردامون (انگلیسی: Valerio Cardamone؛ زادهٔ ۷ فوریهٔ ۱۹۹۹) بازیکن فوتبال اهل ایتالیا است.
وی همچنین در تیم ملی فوتبال زیر ۱۷ سال ایتالیا بازی کرده‌است.